# استیتسویل (تنسی)
استیتسویل (به انگلیسی: Statesville) یک منطقهٔ مسکونی در ایالات متحده آمریکا است که در شهرستان ویلسون، تنسی واقع شده‌است. استیتسویل ۲۲۰ متر بالاتر از سطح دریا واقع شده‌است.